# Lidija Skoblikowa

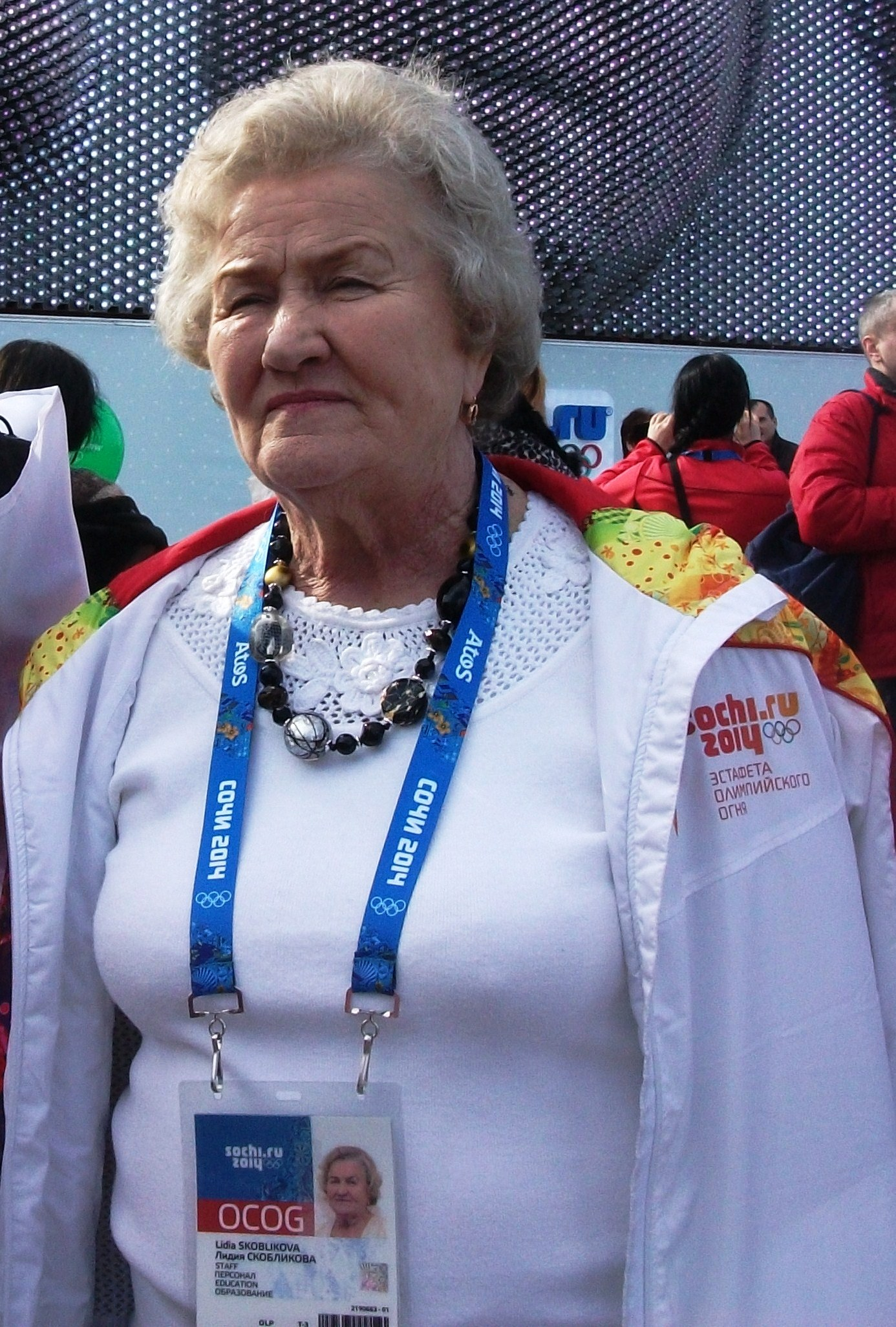
Lidija Skoblikowa podczas Igrzysk w 2014 w Soczi

Lidija Pawłowna Skoblikowa (ros. Лидия Павловна Скобликова, ur. 8 marca 1939 w Złatouście) – rosyjska łyżwiarka szybka reprezentująca ZSRR, wielokrotna medalistka olimpijska i wielokrotna medalistka mistrzostw świata.

## Kariera
Pierwszy medal w karierze Lidija Skoblikowa zdobyła w 1959 roku, kiedy podczas wielobojowych mistrzostw świata w Swierdłowsku zajęła trzecie miejsce. W zawodach tych wyprzedziły ją jedynie dwie rodaczki: Tamara Ryłowa i Walentina Stienina. W 1960 roku wzięła udział w igrzyskach olimpijskich w Squaw Valley zdobywając złote medale w biegach na 1500 i 3000 m. Została tym samym pierwszą w historii oficjalną mistrzynią olimpijską na tych dystansach (w zawodach pokazowych na 1500 m podczas ZIO 1932 najlepsza była Kit Klein z USA). Na tych samych igrzyskach była też czwarta w biegu na 1000 m, przegrywając walkę o medal z Tamarą Ryłową. W tym samym roku wystąpiła na mistrzostwach świata w Östersund, zajmując trzecie miejsce za Stieniną i Ryłową. Brązowy medal zdobyła także na rozgrywanych rok później mistrzostwach świata w Tønsbergu, a podczas mistrzostw świata w Imatra w 1962 roku zdobyła srebro, przegrywając tylko z Ingą Woroniną. mistrzostwa świata w Karuizawie w 1963 roku przyniosły jej pierwszy złoty medal w tej konkurencji, a w 1964 roku Skoblikowa zdominowała rywalizację, triumfując na wszystkich czterech rozgrywanych dystansach podczas igrzysk w Innsbrucku. Jako pierwszy uczestnik zimowych igrzysk olimpijskich zdobyła cztery złote medale podczas jednej edycji. Jej osiągnięcie poprawił dopiero Amerykanin Eric Heiden podczas ZIO 1980. Po igrzyskach w Innsbrucku zrobiła przerwę, urodziła syna i do profesjonalnego uprawiania sportu wróciła w 1967 roku. Zajęła wtedy czwarte miejsce na mistrzostwach świata w Deventer, w walce o podium przegrywając z Dianne Holum z USA. W 1968 roku brała udział w igrzyskach olimpijskich w Grenoble, jednak nie zdobyła medali. Zajęła tam szóste miejsce na dystansie 3000 m i jedenaste na 1500 m. W tym samym roku była też siódma na mistrzostwach świata w Helsinkach.
Na mistrzostwach ZSRR nigdy nie zwyciężyła w wieloboju, jednak w każdym występie zdobywała medale, łącznie trzy srebrne i dwa brązowe. Piętnaście razy zostawała mistrzynią kraju na dystansach.
Po zakończeniu kariery przeprowadziła się do Moskwy, gdzie pracowała jako trener. Była członkiem Komitetu Olimpijskiego ZSRR, a następnie przez dwanaście lat była prezydentem Rosyjskiej Federacji Łyżwiarskiej. W latach 90. była też trenerką reprezentacji Rosji. Jej mąż, Aleksandr Połozkow był chodziarzem, a ich syn Gieorgij był trenerem łyżwiarstwa szybkiego. Jej synowa, Natalja Połozkowa także była panczenistką.

## Osiągnięcia

### Zimowe Igrzyska Olimpijskie
|                             | dystans | 1960  | 1964  | 1968 |
| --------------------------- | ------- | ----- | ----- | ---- |
| Zimowe Igrzyska Olimpijskie | 500 m   |       | złoto |      |
| Zimowe Igrzyska Olimpijskie | 1000 m  | 4.    | złoto |      |
| Zimowe Igrzyska Olimpijskie | 1500 m  | złoto | złoto | 11.  |
| Zimowe Igrzyska Olimpijskie | 3000 m  | złoto | złoto | 6.   |

### Mistrzostwa świata w wieloboju
|                                | 1959 | 1960 | 1961 | 1962   | 1963  | 1964  | 1967 | 1968 |
| ------------------------------ | ---- | ---- | ---- | ------ | ----- | ----- | ---- | ---- |
| Mistrzostwa świata w wieloboju | brąz | brąz | brąz | srebro | złoto | złoto | 4.   | 7.   |

## Ustanowione rekordy świata
Lidija Skoblikowa trzykrotnie biła rekordy świata
| Dystans | Rekord | Data             | Miejsce      |
| ------- | ------ | ---------------- | ------------ |
| 1500 m  | 2:25.2 | 21 lutego 1960   | Squaw Valley |
| 1000 m  | 1:31.8 | 22 lutego 1963   | Karuizawa    |
| 3000 m  | 5:05.9 | 15 stycznia 1967 | Oslo         |

## Rekordy życiowe
Ostatnia kolumna (RŚ) zawiera oficjalne rekordy świata, obowiązujące w momencie ustanawiania przez Skoblikową poszczególnych rekordów życiowych.
| Dystans       | Rekord  | Data             | Miejsce    | RŚ      |
| ------------- | ------- | ---------------- | ---------- | ------- |
| 500 m         | 45.0    | 30 stycznia 1964 | Innsbruck  | 44.9    |
| 1000 m        | 1:31.8  | 22 lutego 1963   | Karuizawa  | 1:33.4  |
| 1500 m        | 2:21.8  | 27 stycznia 1962 | Medeo      | 2:19.0  |
| 3000 m        | 5:04.2  | 12 stycznia 1964 | Czelabińsk | 5:06.0  |
| wielobój mały | 190.817 | 22 lutego 1963   | Karuizawa  | 189.033 |